# Pyroglyphidae
Pyroglyphidae (лат.) — семейство перьевых клещей из надсемейства Analgoidea гипотряда Astigmata. Встречаются повсеместно. Включает домашних пылевых клещей, которые способны вызывать аллергическую реакцию у людей — клещевую сенсибилизацию.

## Описание
Паразиты, которые обнаруживаются в перьевом покрове разнообразных птиц и млекопитающих, в их гнёздах и норах, в домашней пыли и продуктах. Включает такие экологические группы как постоянные и факультативные паразиты, и свободноживущие нидиколы.

## Систематика
3 подсемейства, 19 родов и 56 видов. Рассматривается в составе гипотряда Astigmata (=Astigmatina) из подотряда панцирных клещей. Ранее вместе с семействами Turbinoptidae и Ptyssalgidae выделялся в отдельное надсемейство Pyroglyphoidea, в последнее время включается в состав надсемейства Analgoidea.
- Подсемейство Dermatophagoidinae (=Guatemalichinae Fain, 1988; =Onychalginae Fain, 1988)[9]
  - Asiopyroglyphus — Campephilocoptes — Cygnocoptes — Dermatophagoides — Fainoglyphus — Guatemalichus — Hirstia — Kivuicola — Malayoglyphus — Onychalges — Paramealia — Pottocola — Sturnophagoides — Weelawadjia
- Подсемейство Paralgopsinae
  - Paralgopsis
- Подсемейство Pyroglyphinae
  - Bontiella — Pyroglyphus
- incertae sedis
  - Tuccioglyphus (Tuccioglyphus setosus Horn & Klimov, 2017)[10]